# Bumtʽang
Bumtʽang (dżong. བུམ་ཐང་རྫོང་ཁག) – jeden z 20 dystryktów Bhutanu. Jest on położony w północno-środkowej części kraju, graniczy z dystryktami Gasa i Trongsa od zachodu, dystryktem Żemgang od południa, dystryktami Monggar i Lhünce od wschodu i bezpośrednio z Chinami od północy.
Dystrykt ten jest położony na dość dużej dolinie Bumtʽang, która dzieli się na cztery mniejsze: doliny Ura, Tong, Choekhor oraz Chumey. Stąd też jego nazwa – bum thang oznacza piękna dolina.
Bumtʽang administracyjnie dzieli się na cztery gewog:
- gewog Chhumey,
- gewog Chhoekhor,
- gewog Tang,
- gewog Ura.

Bumtʽang jest najbardziej „historycznym” dystryktem Bhutanu, ponieważ znajduje się w nim bardzo wiele zabytkowych budynków, świątyń oraz miejsc kultu religijnego.
Mieszkańcy dystryktu Bumtʽang mówią charakterystycznym dialektem dzongkha. Ponieważ są w nim duże odstępy od języka oficjalnego, niektórzy językoznawcy klasyfikują go jako oddzielny język należący do grupy języków tybetańsko-birmańskich.

Bumtʽang
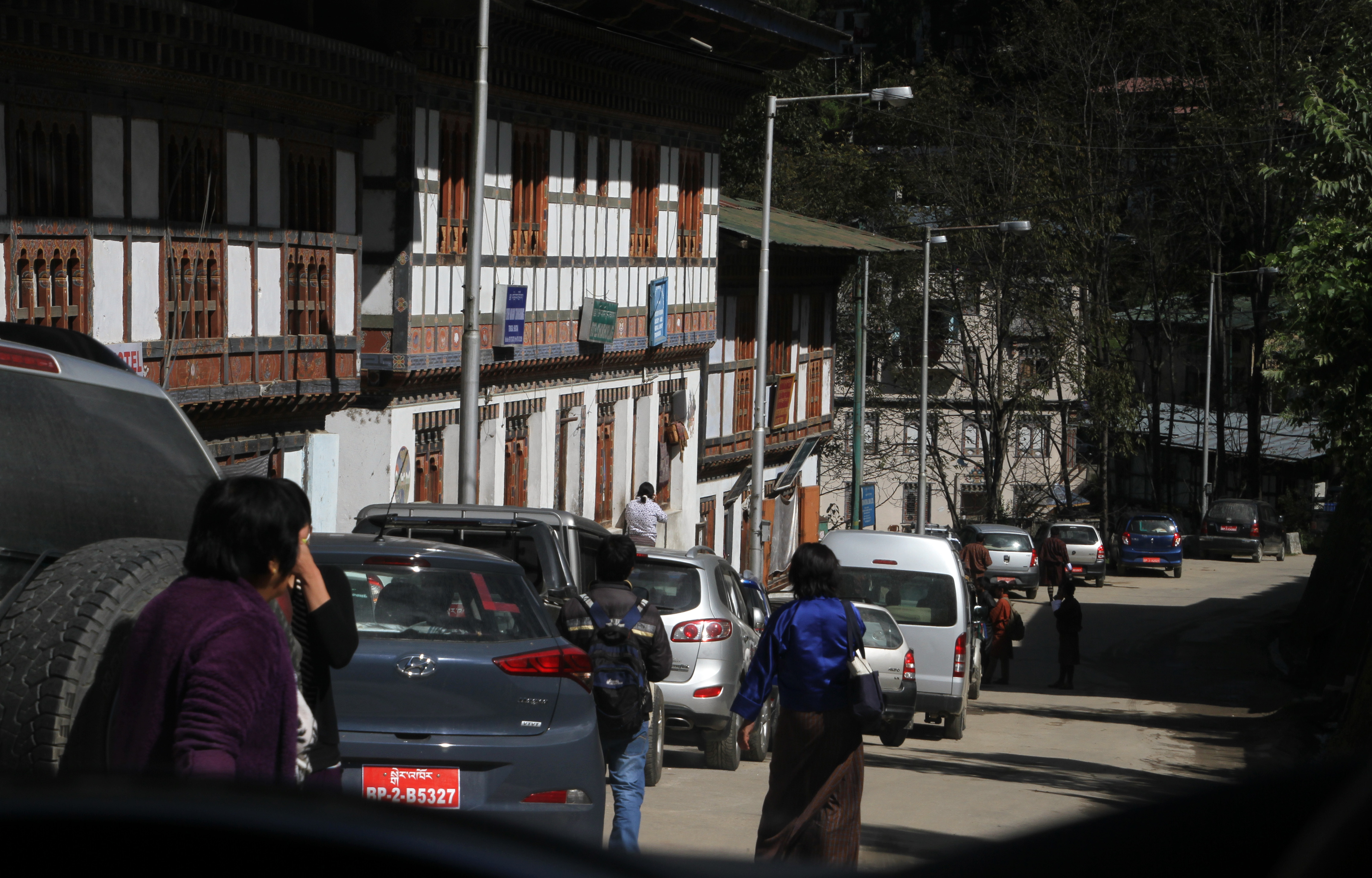
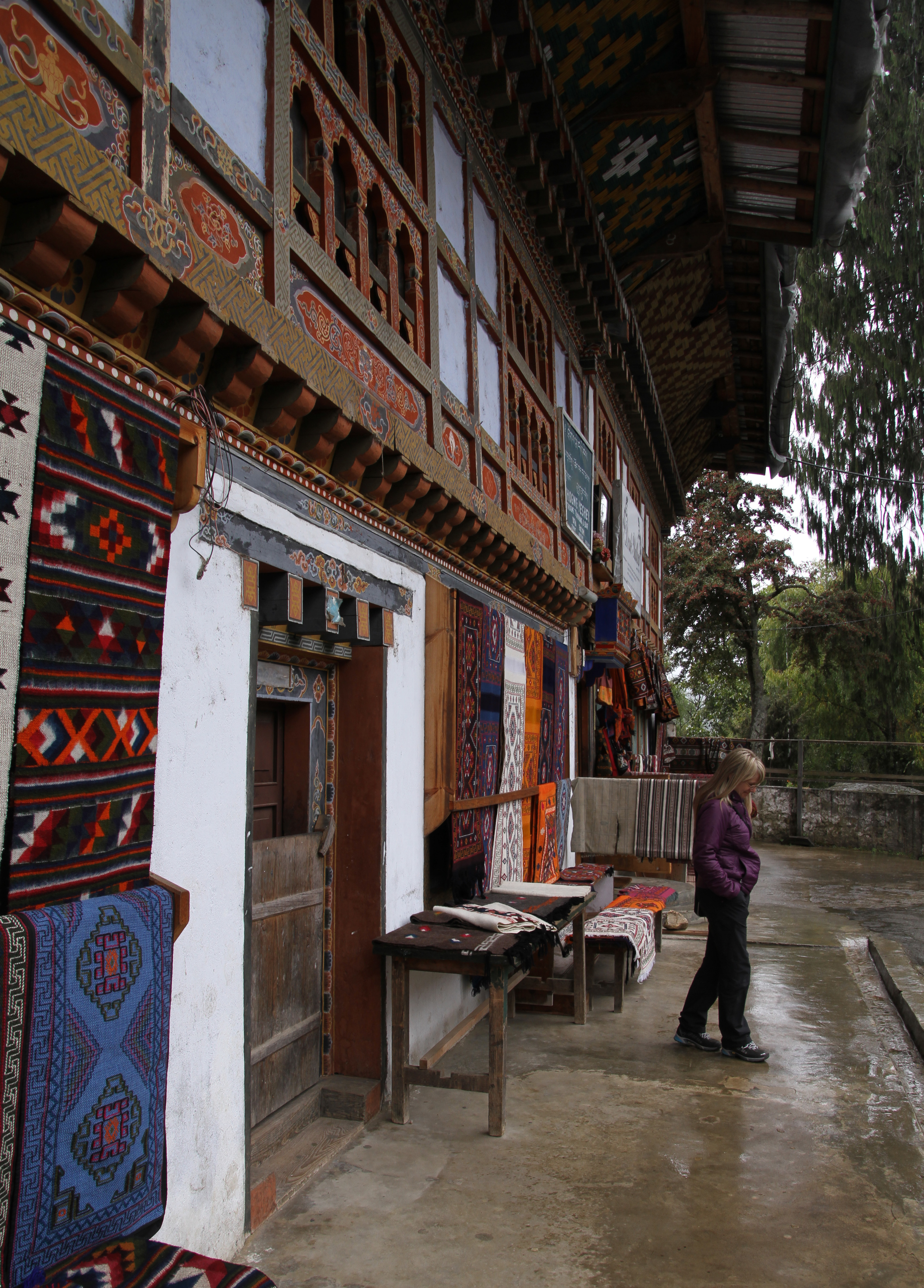
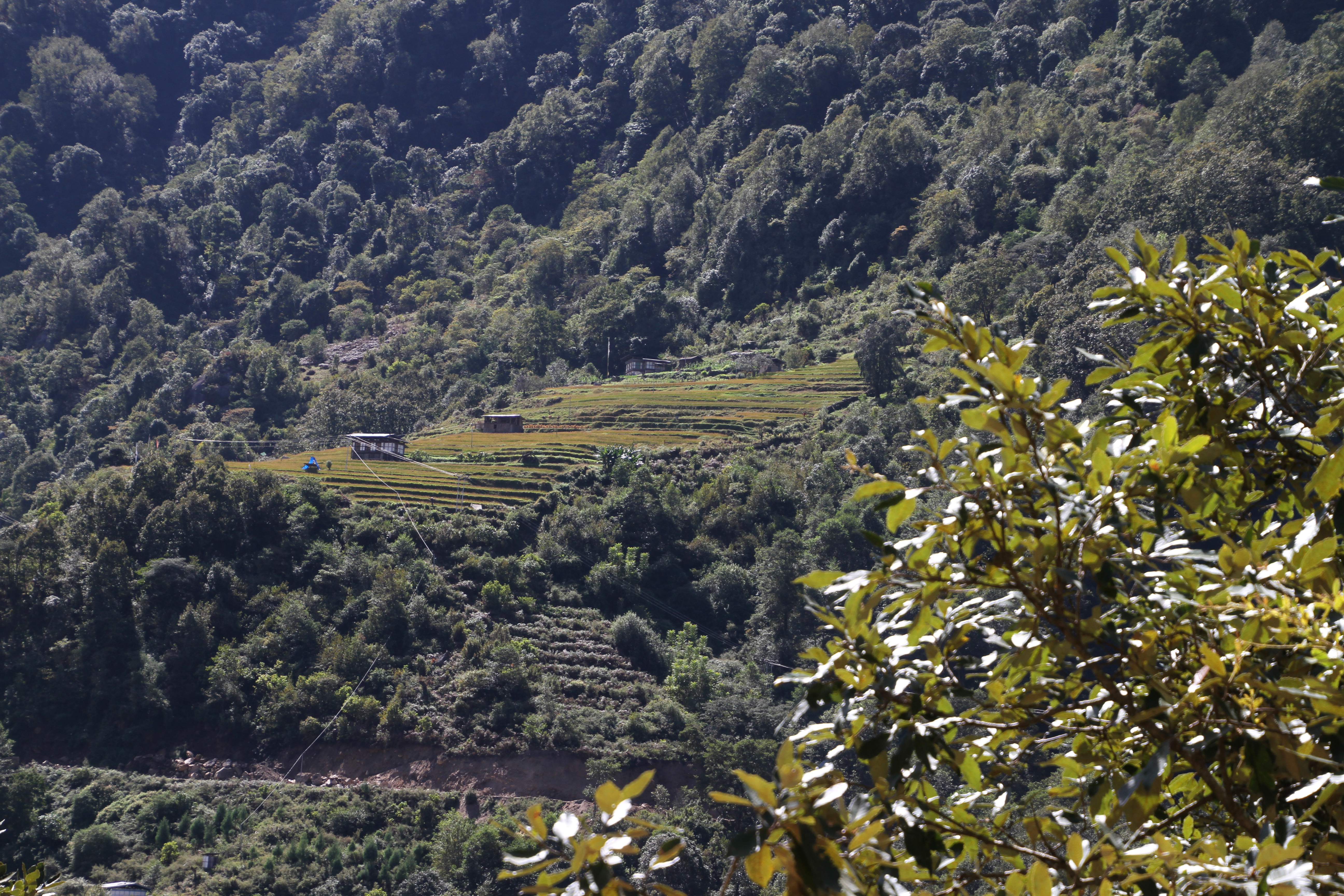
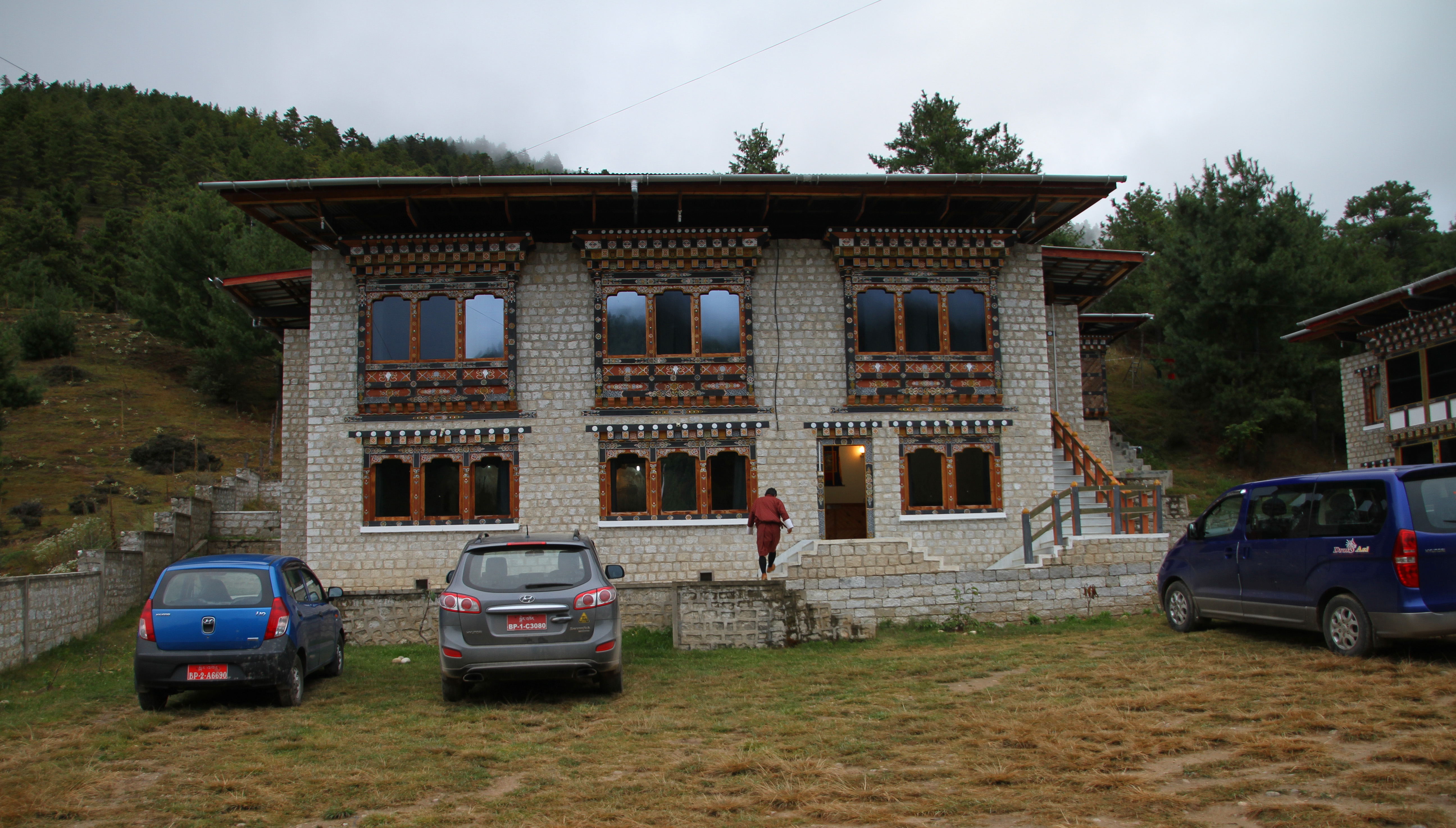
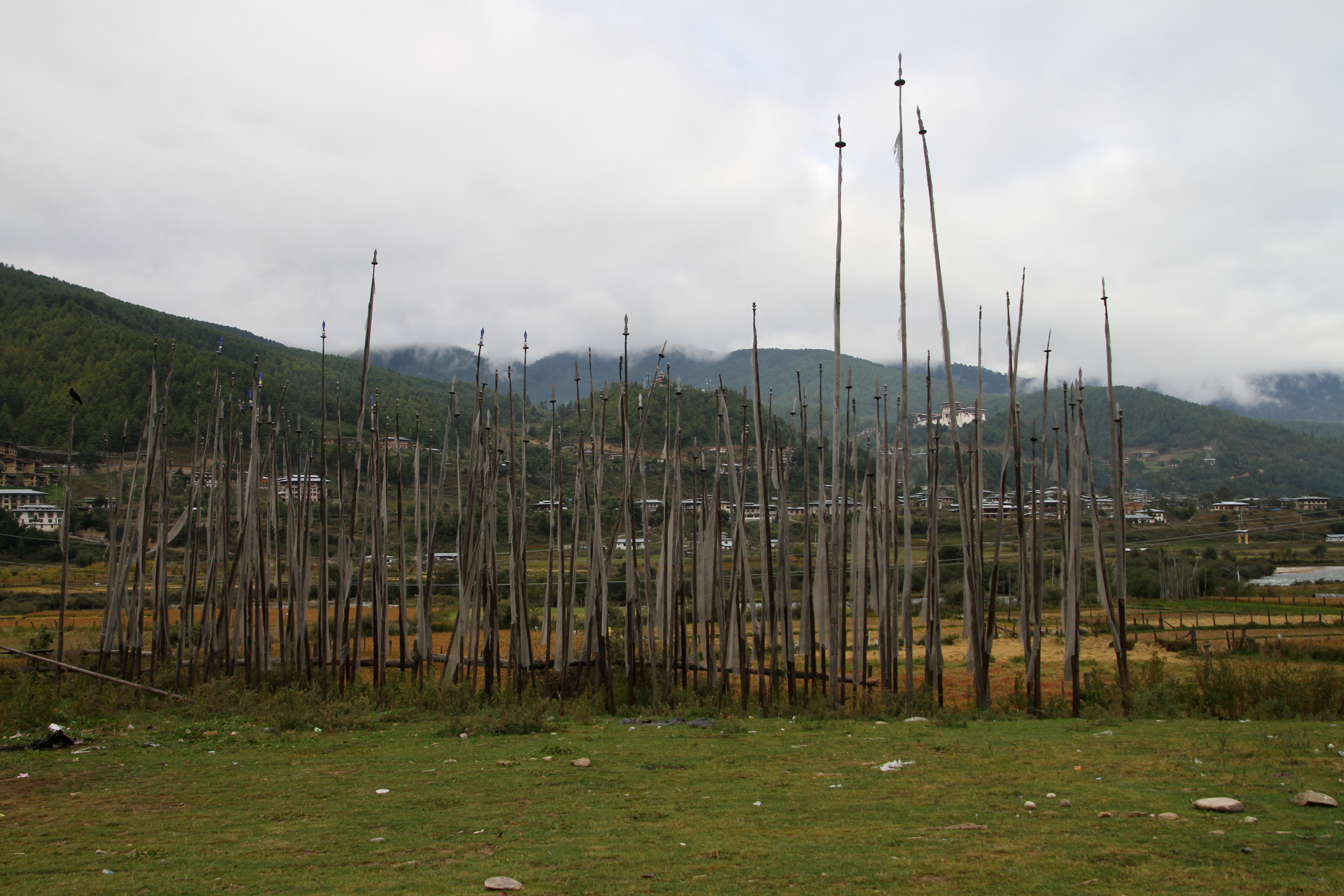
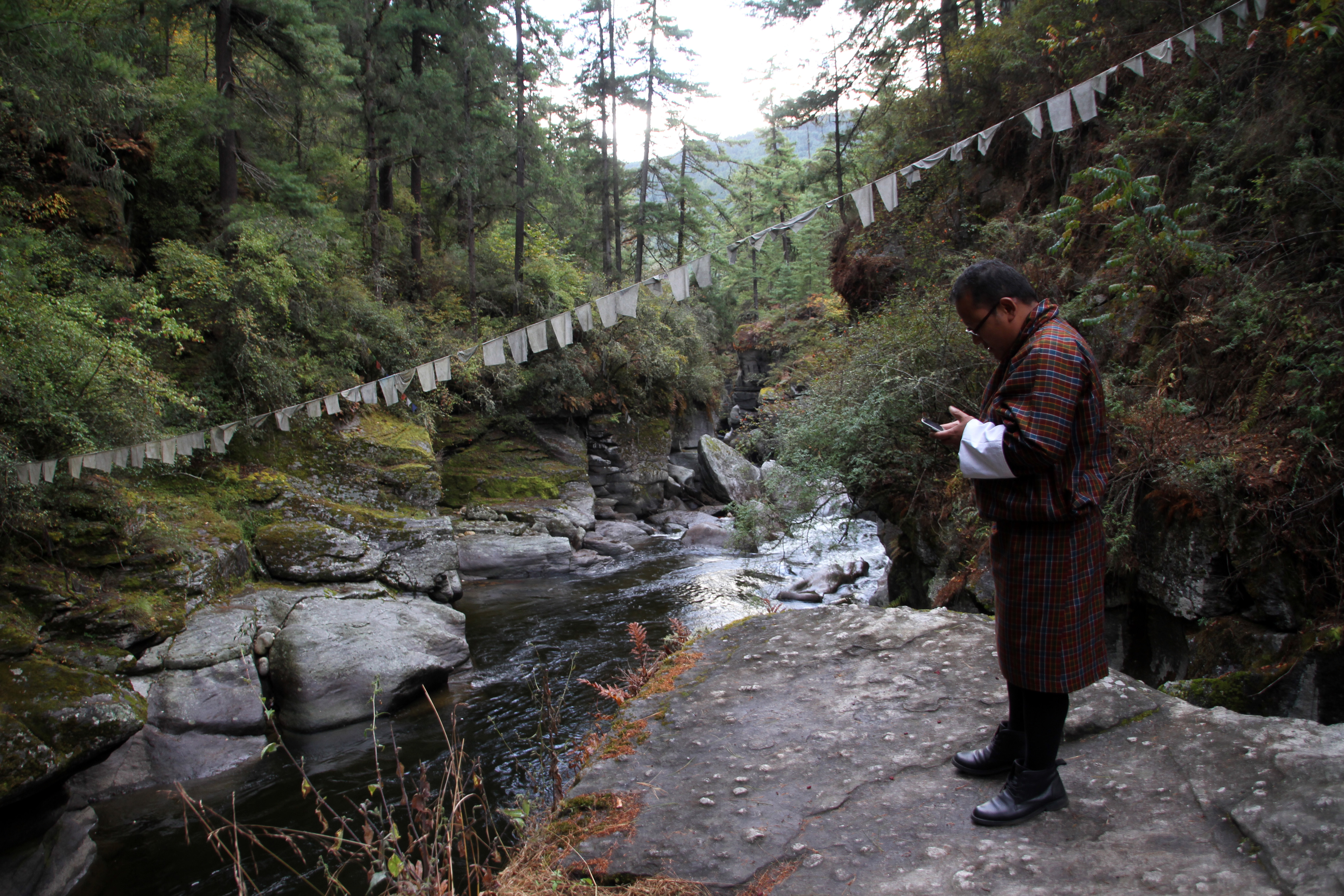
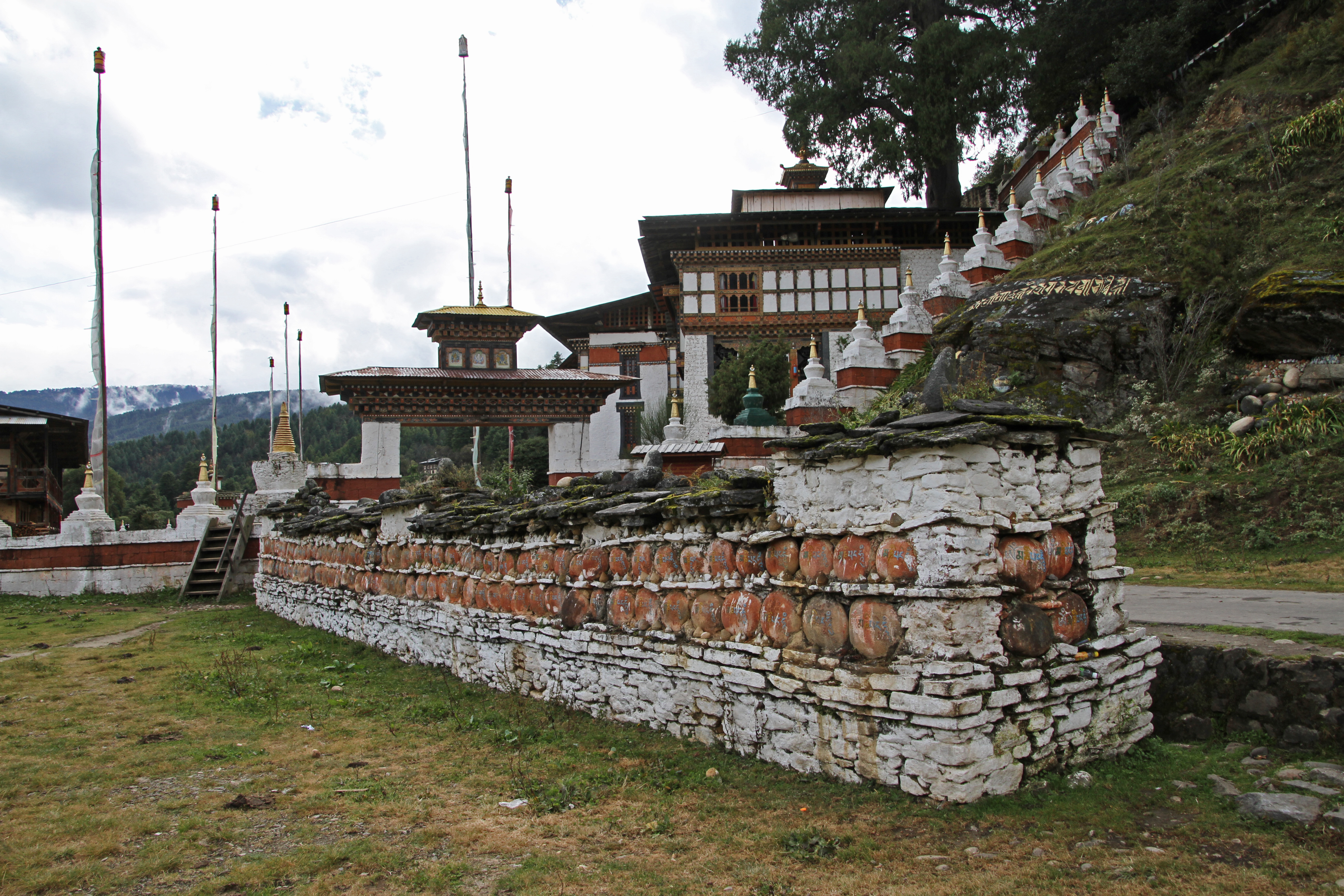